# 西浜 (飛島村)
西浜（にしはま）は、愛知県海部郡飛島村にある地名。当地域には住居が存在しないため、人口はゼロである（2015年10月1日現在、国勢調査による）。

## 地理
飛島村南西部に位置する。東は東浜、西は弥富市楠、北は木場に接する。

## 歴史

### 沿革
- 1971年（昭和46年） - 埋立地の一部に命名[1]。

## 学区
市立小・中学校に通う場合、学区は以下の通りとなる。また、公立高等学校に通う場合の学区は以下の通りとなる。
| 番・番地等 | 小学校           | 中学校           | 高等学校 |
| ---------- | ---------------- | ---------------- | -------- |
| 全域       | 飛島村立飛島学園 | 飛島村立飛島学園 | 尾張学区 |

## 施設
- 王子埠頭
- 西浜コンテナヤード
- 貯木場

## その他

### 日本郵便
- 郵便番号 : 490-1447[3]（集配局：弥富郵便局[7]）。